# سكوت وارد
سكوت وارد (بالإنجليزية: Scott Ward)‏ (5 أكتوبر 1981 في المملكة المتحدة - ) هو لاعب كرة قدم بريطاني في مركز حراسة المرمى. لعب مع بوريهام وود إف سي ونادي كرولي تاون ونادي لوتون تاون ونادي ليويس ونادي مارغيت وتشيشام يونايتد ‏ ودولويتش هاملت وغرايز أتلاتيك ‏ وLondon Colney F.C. ‏.

## وصلات خارجية
- سكوت وارد على موقع Soccerbase.com (لاعب) (الإنجليزية)